# Bloedbad bij Lago Maggiore
Het bloedblad bij Lago Magiorre was een reeks moorden uitgevoerd in september en oktober 1943 door leden van de Leibstandarte SS Adolf Hitler. Daarbij werden zeker zesenvijftig personen gedood, merendeels Joden van Italiaanse en Griekse afkomst. De meeste executies vonden plaats in de buurt van het meer Lago Maggiore en de lichamen verdwenen daarna in het meer. Een lichaam spoelde aan in buurland Zwitserland wat internationale aandacht. In 1968 werden vijf Duitse betrokkenen in West-Duitsland veroordeeld, maar het Bundesgerichtshof sprak de mannen later vrij omdat het misdrijf was verjaard.

## Geschiedenis
Direct na de Italiaanse overgave aan de geallieerden werd de SS-divisie Leibstandarte Adolf Hitler in het noorden van Italië gestationeerd. De divisie was net terug van het Oostfront. De divisie kreeg aanvankelijk de opdracht geen geweld te begaan tegen de bevolking. Divisiecommandant Paul Hausser stelde dat de jacht op Joden een taak was van de veiligheidspolitie en de Sicherheitsdienst. Ondanks die orders vonden drieëntwintig Italianen de dood als gevolg van een actie van een divisieonderdeel dat onder leiding stond van Joachim Peiper. Peiper reageerde op de dood van een van zijn soldaten en gevangenneming van twee anderen door Italiaanse partizanen.
Direct na de Italiaanse overgave begon een bataljon van de Leibstandarte-divisie dat aan de westkant van Lago Maggiore ondergebracht was met de ontwapening van het Italiaanse leger. Zij kregen van lokale fascisten de namen door van een aantal Joodse families – van Italiaanse en Griekse afkomst - die in de buurt woonden. Zij arresteerden een vijftigtal Joden en brachten die onder in lokale hotels. 
Op 22 en 23 september 1943 werden zestien Joden – mannen, vrouwen en kinderen – die verbleven in een hotel in Meina doodgeschoten. Hun lichamen werden in zakken gedaan die met stenen gevuld in het meer werden gegooid. Tussen 14 en 22 september werden veertien Joden gedood in Baveno, twee in Pian Di Nava, negen in Arona, drie in Mergozzo, twee in Orta San Giulio en vier in Stresa. In oktober werd de Joodse bankier Ettore Ovazza samen met drie familieleden in de buurt van Verbania gedood. Niet alle lichamen werden in het meer gedumpt. Meerdere stoffelijke overschotten werden begraven in een massagraf. Enkele Joden wisten te ontsnappen. Zo werd een gezin met Turkse paspoorten na de bemiddeling van de Turkse consul vrijgelaten en doorgestuurd naar Zwitserland. In totaal vonden minstens zesenvijftig personen de dood.

## Nasleep
De massamoorden trokken internationaal de aandacht nadat een van de lichamen in Zwitserland was aangespoeld en een lokale krant erover publiceerde. Dit leidde tot een onderzoek van de eigen divisie, zonder dat daar iets uit voortkwam. In 1964 moesten vijf leden van de divisie zich verantwoorden voor het gerechtshof in Osnabrück. Drie van hen kregen een levenslange gevangenisstraf opgelegd, terwijl de twee anderen drie jaar opgelegd kregen wegens medeplichtigheid. Het Bundesgerichtshof sprak de mannen echter vrij. Normaal stond binnen het Duitse recht een verjaringstermijn van twintig jaar. Wat betreft Duitse oorlogsmisdaden ging die termijn pas in na de Duitse overgave in mei 1945. De massaslachting was echter al gedurende de oorlog onderzocht door het eigen legeronderdeel. Daardoor was de verjaringstermijn al in 1943 ingegaan en hadden de mannen uiterlijk in 1963 aangeklaagd moeten worden. 
De Oostenrijkse SS-Obersturmführer de:Gottfried Meir werd in 1954 aangeklaagd in Klagenfurt voor de moord op de Ovazza-familie, maar werd vrijgesproken. Hij kreeg in Italië een levenslange gevangenisstraf opgelegd, maar werd nooit uitgeleverd.